# شهدخوار آمیتیست
شهدخوار آمیتیست یا شهدخوار سیاه (نام علمی: Chalcomitra amethystina) نام یک گونه از تیره شهدخواران است که در آنگولا، بوتسوانا، بوروندی، جمهوری کنگو، جمهوری دموکراتیک کنگو، اتیوپی، گابون، کنیا، مالاوی، موزامبیک، نامیبیا، سومالی، آفریقای جنوبی، سودان جنوبی، سوازیلند، تانزانیا، اوگاندا، زامبیا و زیمبابوه یافت می‌شود.